# (4754) Panthoos
(4754) Panthoos (5010 T-3) – planetoida z grupy trojańczyków okrążająca Słońce w ciągu 11,84 lat w średniej odległości 5,19 j.a. Odkryta 16 października 1977 roku.